# Nowobachmutiwka (sołowjowśkyj starostynśkyj okruh)
Nowobachmutiwka (ukr. Невельське) – osiedle na Ukrainie, w obwodzie donieckim, w rejonie pokrowskim, w hromadzie Oczeretyne. W 2001 liczyło 191 mieszkańców.